# Resolució 170 del Consell de Seguretat de les Nacions Unides
La Resolució 170 del Consell de Seguretat de les Nacions Unides, aprovada per unanimitat el 14 de desembre de 1961, després d'examinar l'aplicació de la República de Tanganyika per a ser membre de les Nacions Unides, el Consell va recomanar a l'Assemblea general que la República de Tanganyika fos admesa.